# La Berceuse (Van Gogh)
Pour les articles homonymes, voir La Berceuse (homonymie).
La Berceuse est une série de cinq tableaux réalisés par le peintre néerlandais Vincent van Gogh entre décembre 1888 et mars 1889 à Arles, dans les Bouches-du-Rhône, en France. Ces huiles sur toile de format vertical sont des portraits d'Augustine Roulin assise sur une chaise devant un fond vert fleuri. Elle y figure pensive, une cordelette à la main pour actionner un berceau qui demeure hors cadre.
La première version est conservée au musée Kröller-Müller, à Otterlo, la deuxième au musée des Beaux-Arts, à Boston, la troisième au Metropolitan Museum of Art, à New York, la quatrième à l'Art Institute of Chicago, à Chicago, et la cinquième au Stedelijk Museum Amsterdam, à Amsterdam.

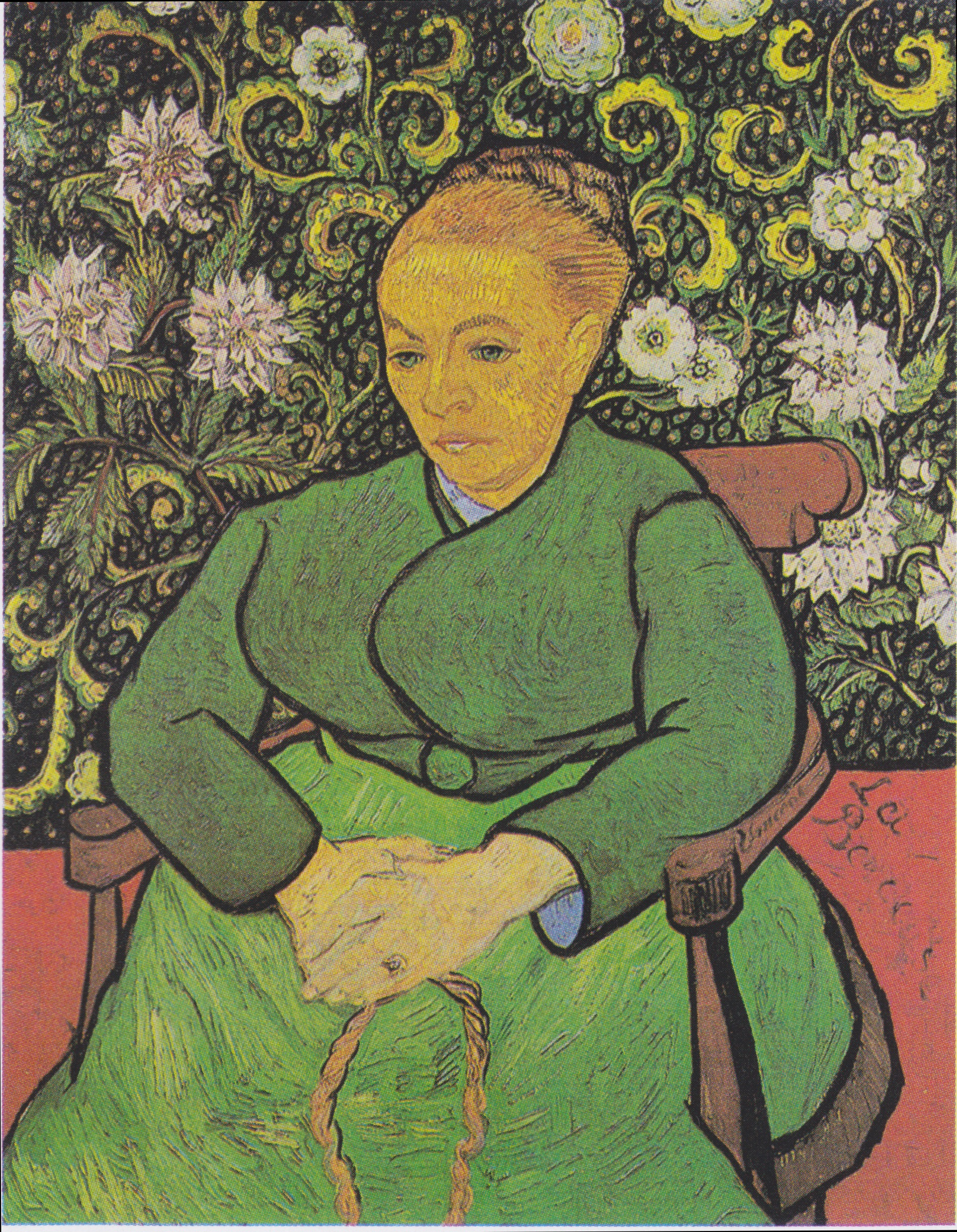
Musée Kröller-Müller, Otterlo.
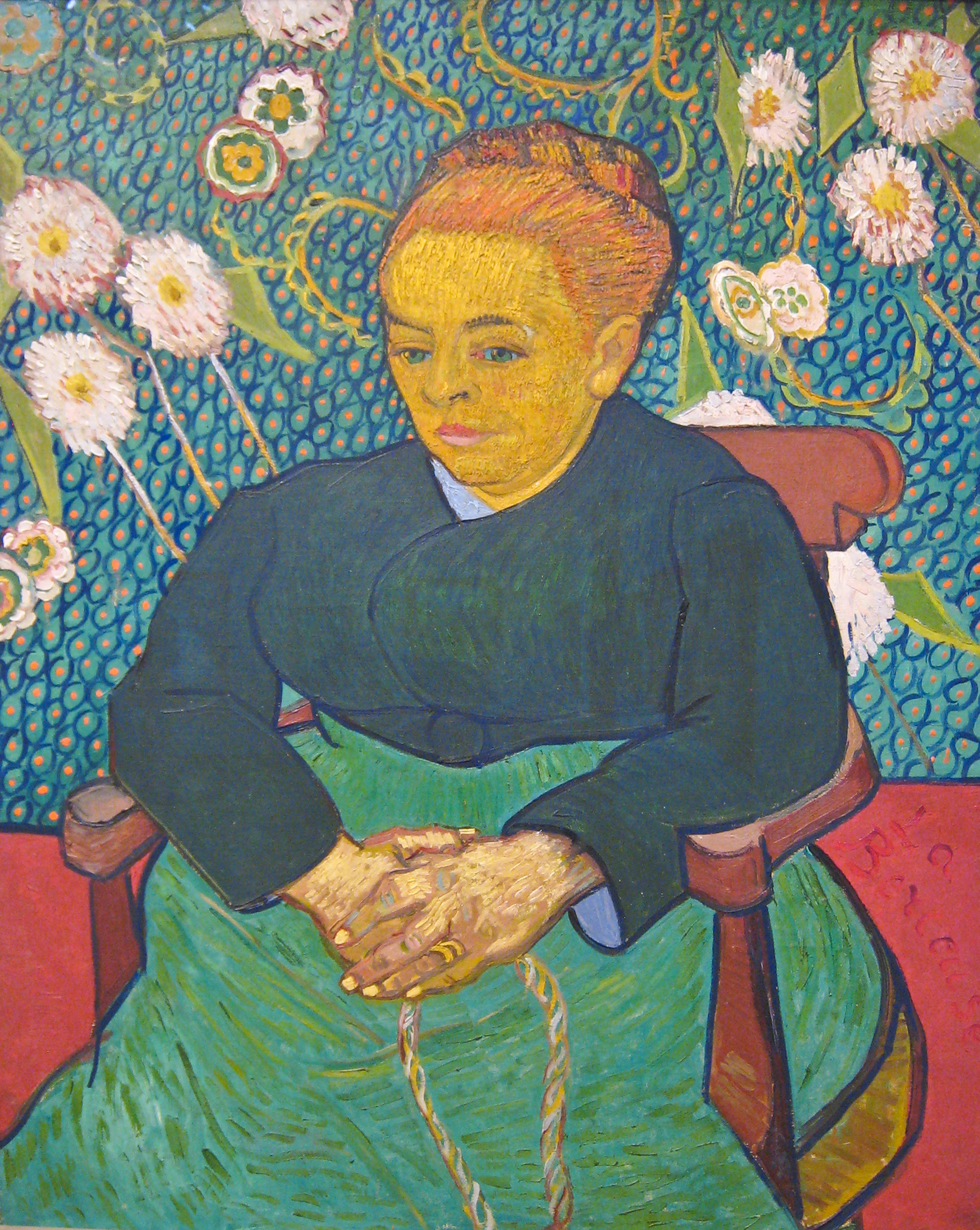
Musée des Beaux-Arts, Boston.
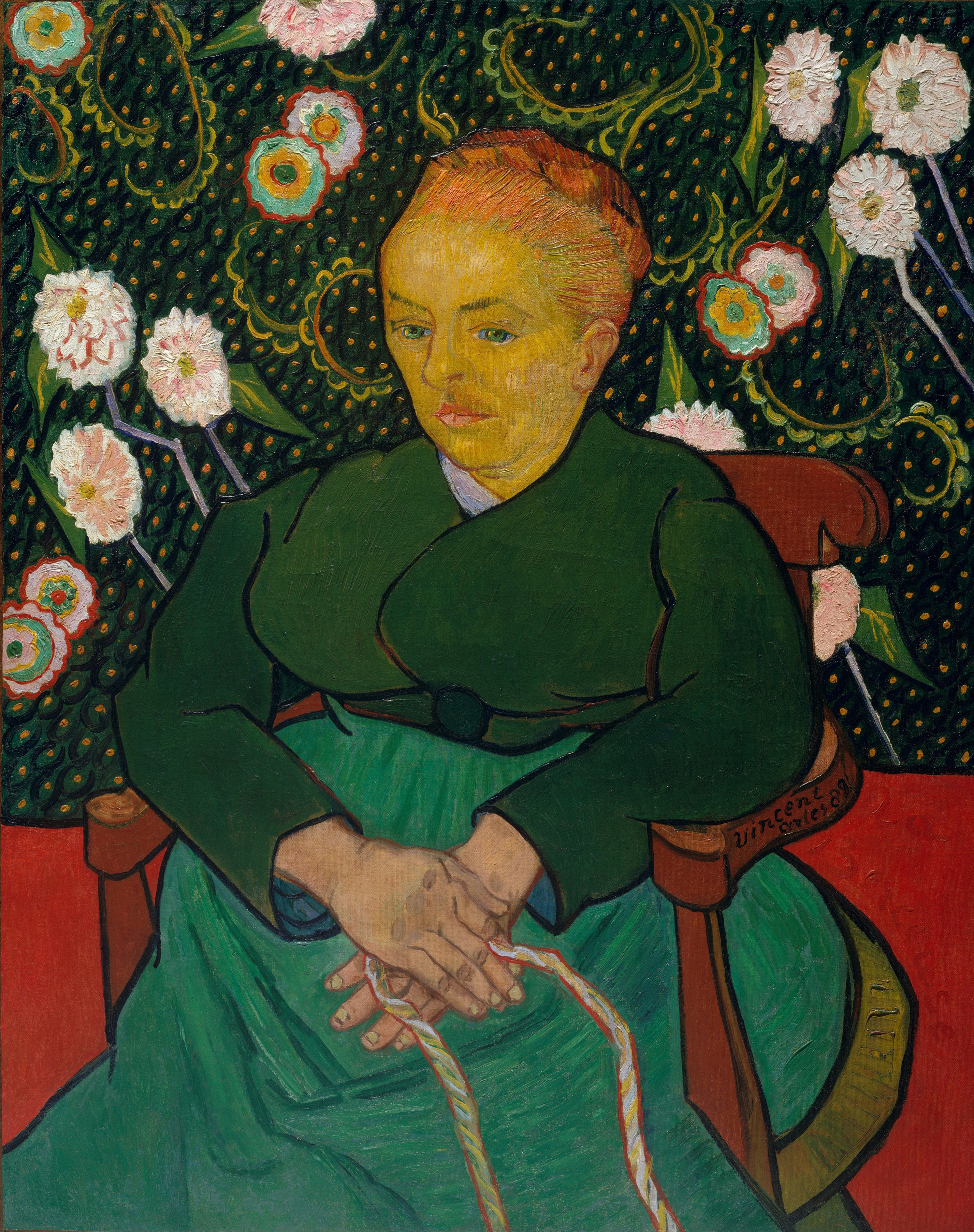
Metropolitan Museum of Art, New York.
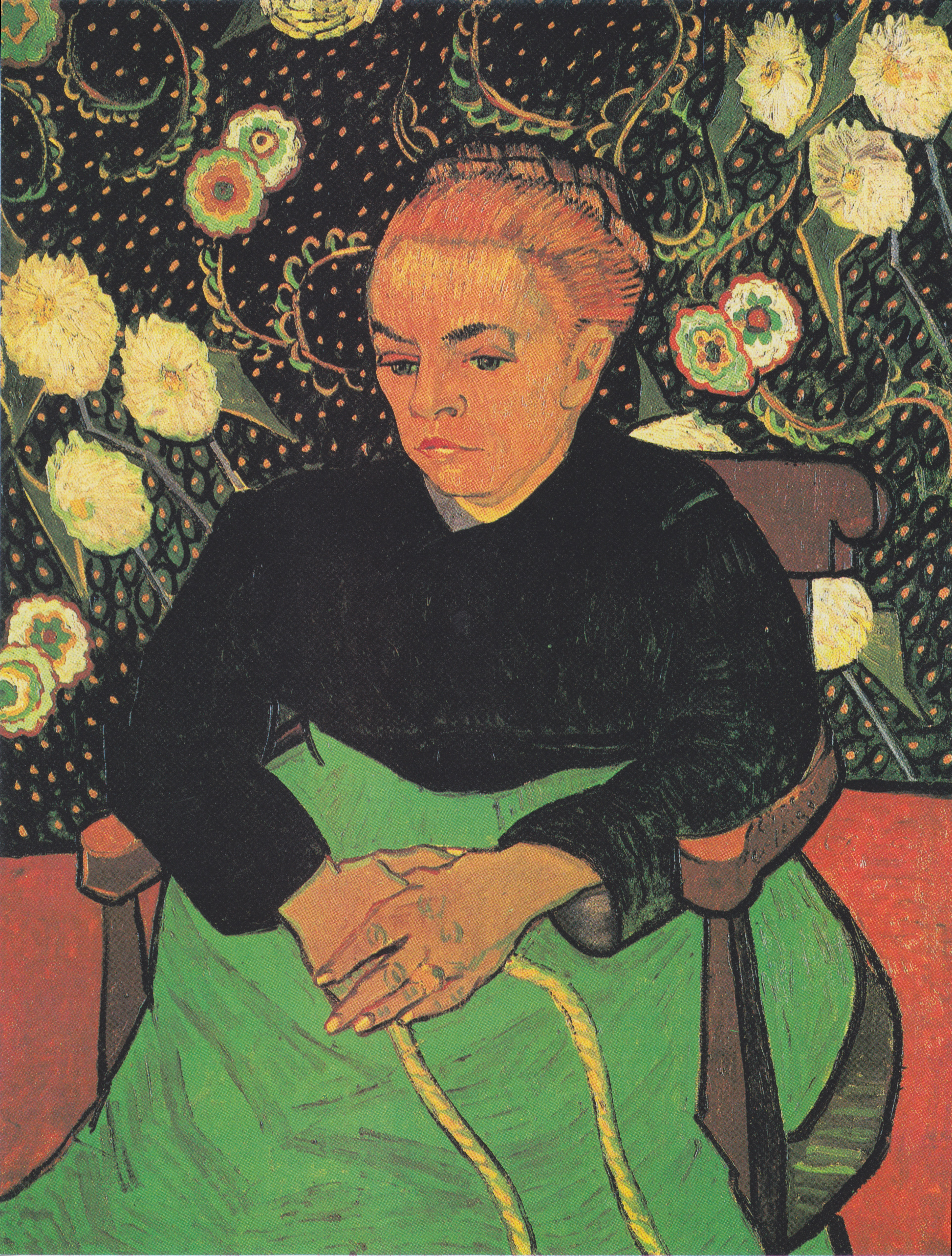
Art Institute of Chicago, Chicago.
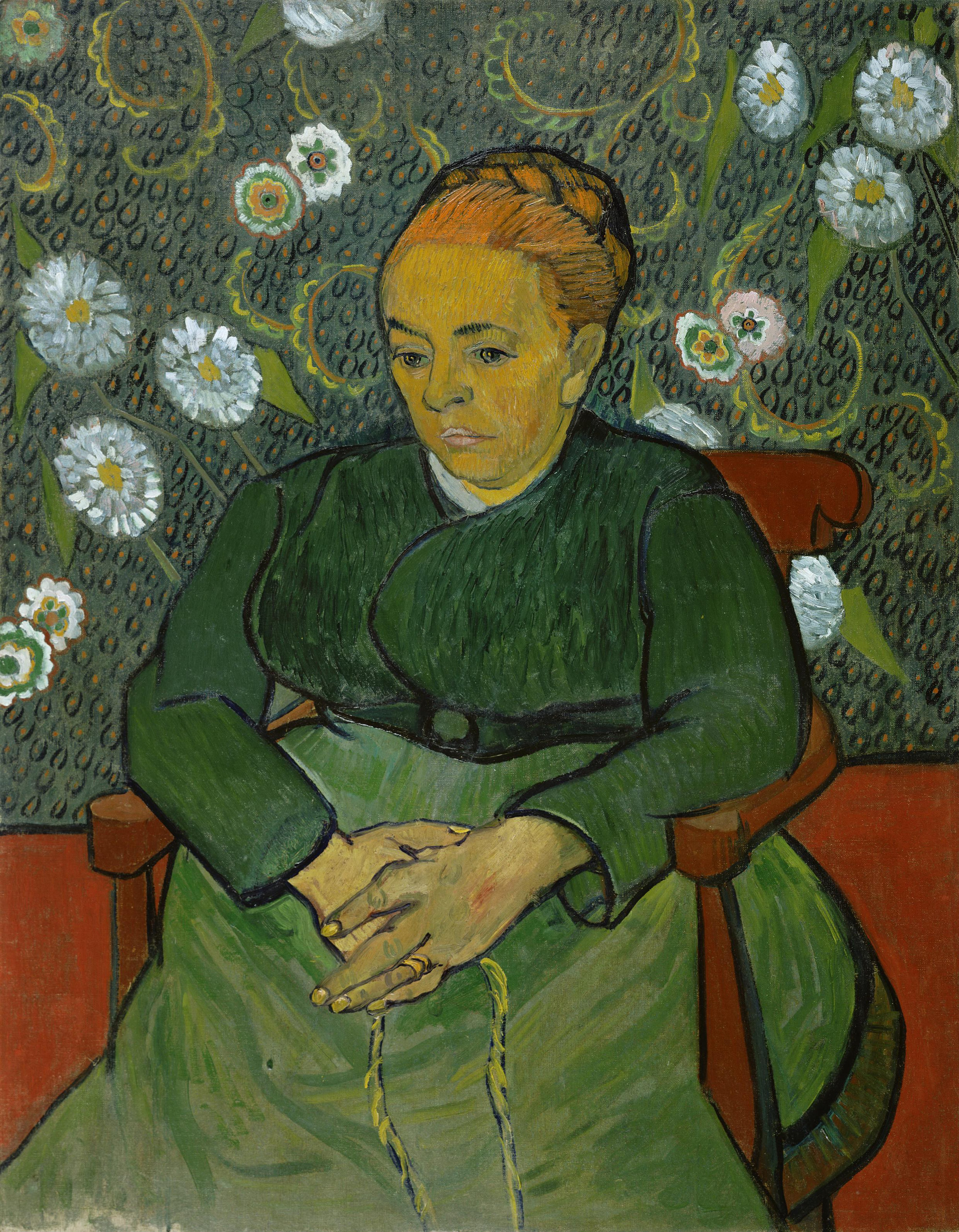
Stedelijk Museum Amsterdam, Amsterdam.